# Fifth
5, også kendt som Fifth, udgivet i 1972, er det femte regulære album med gruppen Soft Machine, hvis musik på det tidspunkt havde udviklet sig fra sit oprindelige udgangspunkt indenfor psykedelisk og progressiv rock over i jazz.
De to Soft Machine-albums Fourth og Fifth blev i 1999 genudgivet sammen på én CD.